# Pauly Fuemana
Pauly Fuemana (Manukau, 8 februari 1969 - North Shore, 31 januari 2010) was een Nieuw-Zeelands zanger en songwriter.

## Carrière
Fuemana was de zanger van het muzikale duo OMC, dat hij samen met Alan Jansson vormde. In de periode 1995-1996 hadden ze met de single How Bizarre een internationale hit. Het nummer kwam onder meer in Nieuw-Zeeland, Australië, Ierland en Canada op nummer één te staan. In België kwam het nummer tot de veertiende notering en in Nederland tot de elfde. Het duo hield er in 2000 mee op, maar maakte een comeback in 2007 met de single "4 All of Us". 
Fuemana werd in januari 2010 opgenomen in een ziekenhuis in Auckland nadat hij een paar maanden ziek was. Hij stierf onverwacht op veertigjarige leeftijd, omgeven door familie en vrienden. Hij liet een vrouw en vijf kinderen achter.
- Biblioteca Nacional de España: XX1553777
- International Standard Name Identifier: 0000 0000 7688 9556
- Library of Congress Control Number: no2015162439
- MusicBrainz: e1af34c6-96ac-4b5f-aebc-9628a6db607c
- Système universitaire de documentation: 203589505
- Virtual International Authority File: 2667380
- WorldCat: E39PBJd87H7Km6bxPMXfwyDXh3